# 深夜前的五分钟
《深夜前的五分钟》是一部2014年上映的中国大陆都市悬疑爱情片，改编自日本推理小说作家本多孝好所著同名小说《午夜的五分前》（真夜中の五分前）。本片由深圳美迅嘉润影业投资有限公司、凤凰联动影业、上海剧酷文化传播有限公司等出品，美迅影业和北京美迅光影影视文化公司联合发行，并由日本著名导演行定勳执导，刘诗诗、三浦春马、张孝全领衔主演，讲述了一对双胞胎姐妹和两个男人之间扑朔迷离的爱情故事。
本片于2013年10月25日在上海正式开机，至12月初转场印度洋岛国模里西斯取景拍摄，12月6日基本杀青（所剩最后一幕戏份于次年5月21日补拍完成）。2014年10月23日，影片在中国大陆正式公映。

## 演員表
| 演員     | 角色 | 介紹                       |
| 劉詩詩   | 若藍 | 神秘憂鬱的專欄作家         |
| 劉詩詩   | 如玫 | 活潑開朗的演員             |
| 三浦春馬 | 阿良 | 上海學習修錶技術的日本青年 |
| 張孝全   | 天倫 | 製片人                     |

## 製作

### 籌備
導演行定勳透露，他在七年前已經開始籌備在日本拍攝電影《深夜前的五分鐘》，但是在日本一直沒能找到合適的製片方。於是他想到與海外的電影公司合作，最終促成了這部電影的誕生。

### 拍攝和意外
《深夜前的五分鐘》於2013年10月25日在中國上海開機拍攝，12月初轉場毛里求斯進行海外部分的拍攝，至12月6日全片基本完成。劉詩詩12月21日出席活動時表示電影還欠最後一幕就可以殺青（該場戲份最終於次年5月21日在日本補拍完成）。
本片劇組一共約配備了18名翻譯人員，以免因語言上的障礙影響電影的拍攝進度。行定勳還透露：“我們和中國方面溝通的時候，經常有人講《深夜前的五分鐘》這個名字感覺有些恐怖，但是在日本是沒有這個感覺的。所以我想這是兩國人對這個名稱的感受不一樣，反過來因為中方提醒我說這個名稱有點恐怖，所以我在當中也搞了幾個鏡頭故意把氣氛營造的恐怖一點。雖然我們放入一些比較神秘的元素，但是原則上這部電影是想要提醒我們什麼才叫是愛。”
導演行定勳在上海拍攝時曾骨折。

### 演員
男主角三浦春馬扮演在上海進行修錶工作的日本青年阿良，為了演好這個角色，三浦春馬從2013年4月份便開始學中文，又在開拍前一個月進入上海戲劇學院精修全部中文對白。除此之外，他還在上海跟隨一名高級鐘錶匠，每天用兩個小時學習修錶，整整學了兩個多星期；而女主角劉詩詩在片中一人分飾兩角，飾演同卵雙胞胎姐妹若藍和如玫，劉詩詩表示這次拍攝好像是把自己分裂“就是感覺完全兩個人狀態的感覺，但是她們兩個在一些小的細節上反而要處理得比較類似”。

## 上映及票房
《深夜前的五分鐘》在2014年10月3日韓國釜山國際電影節進行全球首映。
《深夜前的五分鐘》在中國大陸首週四天票房為780萬人民幣，是該週的票房第八名。截止11月2日共计969万元。

## 獎項
| 獎項                 | 類別       | 名字   | 結果 |
| -------------------- | ---------- | ------ | ---- |
| 第六届澳門國際電影節 | 最佳女主角 | 劉詩詩 | 提名 |
| 第六届澳門國際電影節 | 最佳導演   | 行定勳 | 提名 |

## 其他
《深夜前的五分鐘》是毛里求斯與中國電影的首次合作，也是導演行定勳在轉職為電影導演後在日本之外拍攝的第二部作品。